# Psyttalia distinguenda
Psyttalia distinguenda är en stekelart som först beskrevs av Granger 1949.  Psyttalia distinguenda ingår i släktet Psyttalia och familjen bracksteklar. Inga underarter finns listade i Catalogue of Life.